# Apalatoa obliqua
Apalatoa obliqua là một loài thực vật có hoa trong họ Đậu. Loài này được (Griseb.) Hartwich. mô tả khoa học đầu tiên năm 1897.